# Frørup (Nyborg)
Frørup is een plaats in de Deense regio Zuid-Denemarken, gemeente Nyborg. De plaats telt 412 inwoners (2020).

## Station

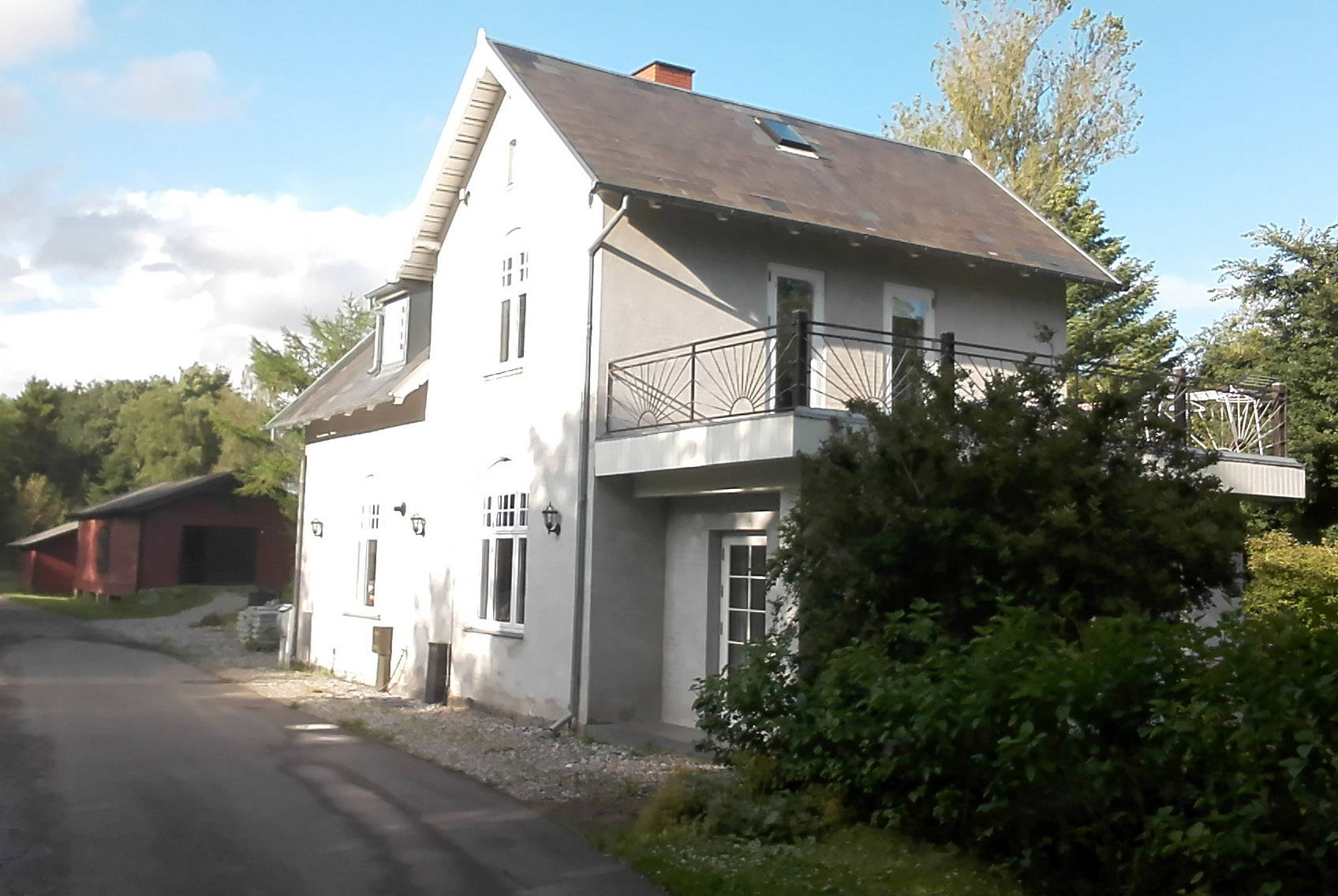
Voormalig station

Frørup ligt aan de voormalige spoorlijn Svendborg - Nyborg. De spoorlijn werd gesloten in 1964, het stationsgebouw is nog steeds aanwezig.